# Roger Parioleau
Roger Parioleau, né le 7 avril 1903 à Marennes et mort le 9 décembre 1991 à Rochefort, est un coureur cycliste français, en activité de 1927 à 1936,.

## Palmarès
- 1927
  - Tour de la Dordogne
- 1928
  - 2e du Tour de Corrèze
- 1929
  - Poitiers-Saumur-Poitiers
- 1931
  - Bordeaux-Royan
  - 2e de Paris-Tours
  - 3e du Circuit de l'Indre
- 1932
  - 2e de Poitiers-Saumur-Poitiers
- 1933
  - Grand Prix de la Sarthe
  - 2e de Nantes-Saint-Nazaire-Nantes
  - 3e du Circuit du Bocage vendéen
- 1934
  - Grand Prix de la Sarthe
  - 3e de Poitiers-Saumur-Poitiers
- 1936
  - Grand Prix de la Sarthe
  - 2e de Nancy-Strasbourg
  - 2e de Bordeaux-Saint-Jean-d'Angely